# El Dorado Hills (Califórnia)
El Dorado Hills (El Dorado, espanhol para "O Dourado") é uma cidade não incorporada e um local designado pelo censo no Condado de El Dorado, Califórnia. Localizada na região da Grande Sacramento, no norte da Califórnia, tinha uma população de 50.547 no censo de 2020, contra 42.108 no censo de 2010.

## História

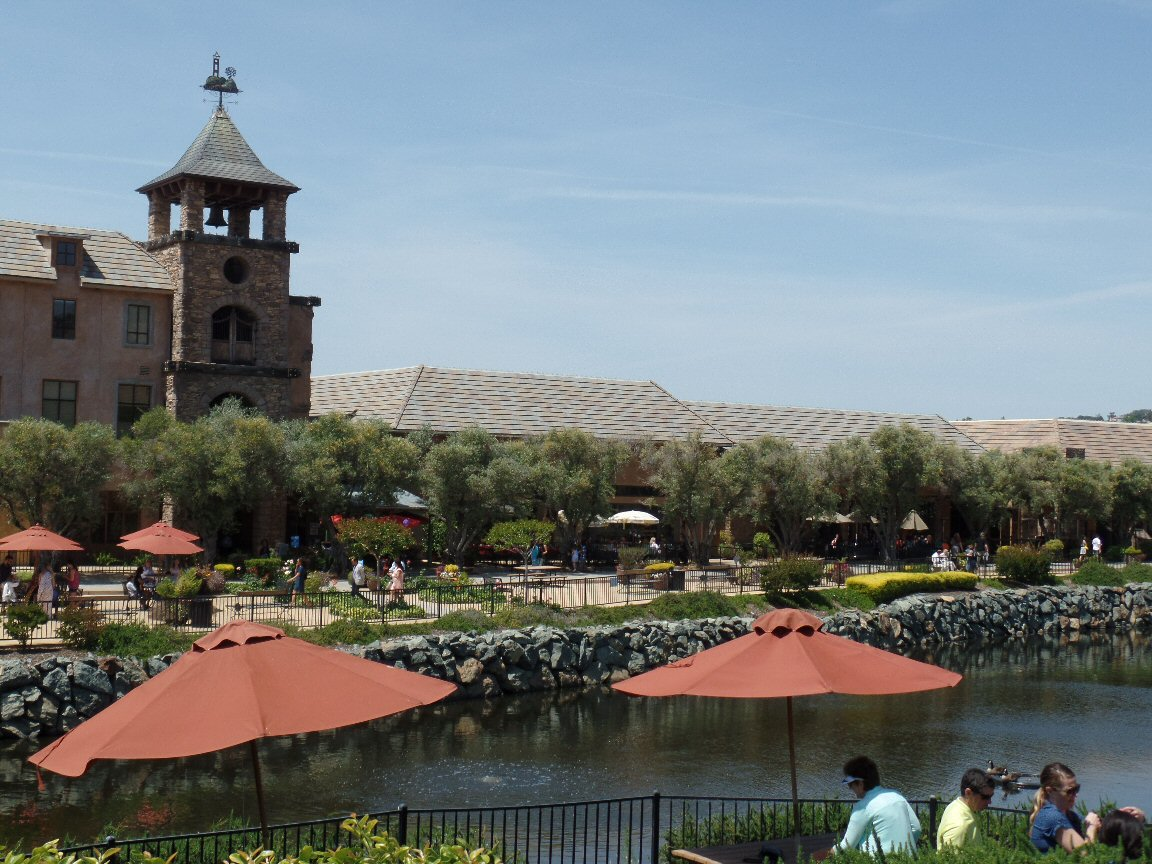
Restaurantes no centro da cidade

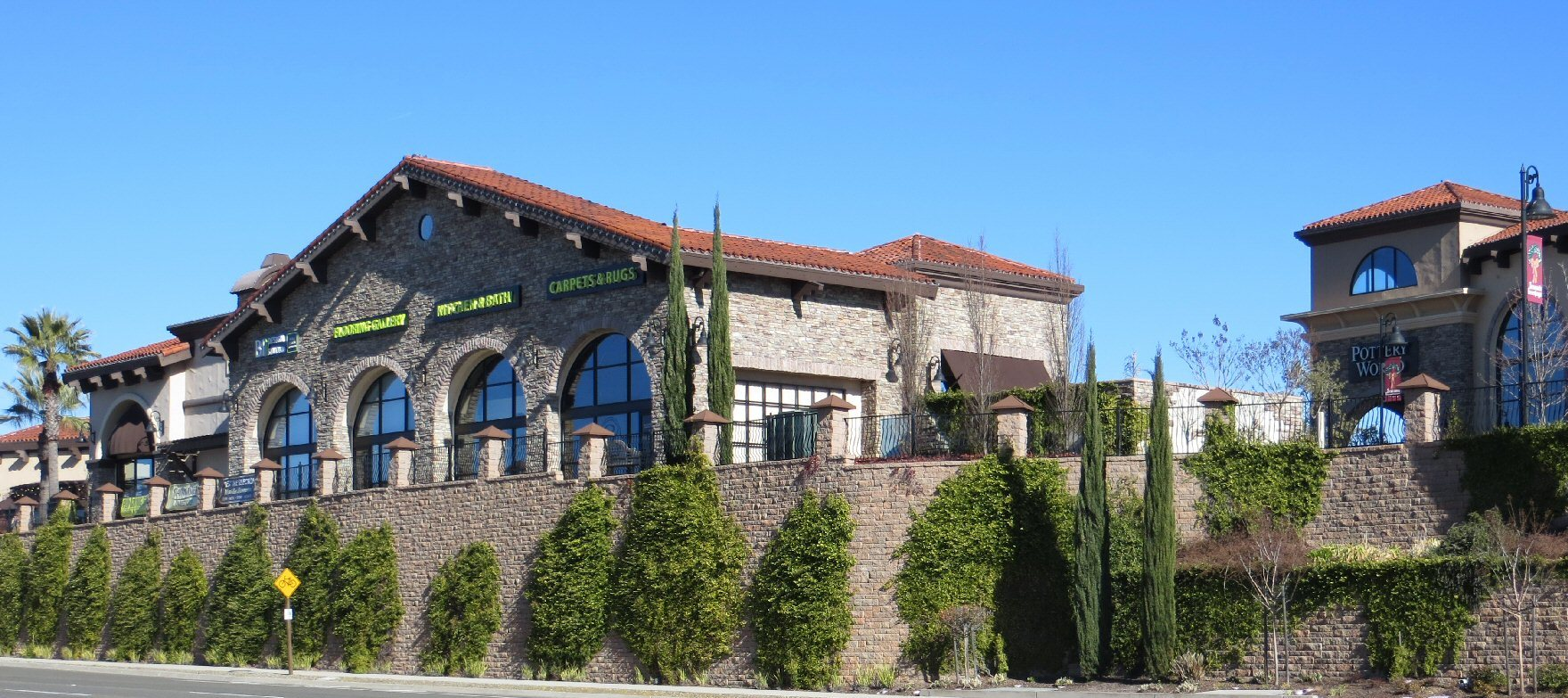
Lojas na Latrobe Road

Durante a corrida do ouro na Califórnia, o ouro foi arrastado pelo South Fork do rio American, para áreas agora em El Dorado Hills e Folsom, mas a agricultura e a pecuária suplantaram a mineração ou garimpo de ouro. Partes de duas rotas do Pony Express nesta área de 1860 a 1861 permanecem como estradas modernas de El Dorado Hills.
A história moderna de El Dorado Hills remonta ao início dos anos 1960, quando o desenvolvedor original Allan Lindsey iniciou seu desenvolvimento como uma comunidade planejada. O plano diretor original, elaborado pelo arquiteto Victor Gruen, cobria a área geralmente ao norte da US Highway 50 e parte da área ao sul da US 50 agora considerada parte da comunidade. El Dorado Hills foi concebido como uma comunidade planejada em larga escala que seria completamente planejada desde o início como um grupo de "aldeias" residenciais. Outros usos da terra no plano diretor incluíam um parque empresarial, um campo de golfe de 18 buracos, parques comunitários, escolas, um shopping center comunitário e pequenos centros comerciais em cada vila.
Entre o final da década de 1960 e meados da década de 1990, o crescimento ocorreu em um ritmo moderado à medida que novas famílias se mudaram de Sacramento, sul da Califórnia e Bay Area. Esse crescimento consistiu principalmente em residências, já que os empreendimentos de varejo foram limitados a dois shopping centers nas esquinas Green Valley e Francisco e El Dorado Hills Boulevard e US 50. Cada bairro criado durante esse período recebeu um nome e foi chamado de "aldeia" pelos habitantes locais. As aldeias originais de El Dorado Hills incluem Ridgeview, Park, Saint Andrews, Crown e Governors. Nas décadas de 1980 e 1990, a maior parte de Lake Hills Estates ao norte de Green Valley Road foi reorganizada em Lake Forest Village, contendo os bairros de Waterford, The Summit, Green Valley Hills, Winterhaven, Marina Woods e Windsor Apontar. Aldeias adicionais que se desenvolveram posteriormente incluem Fairchild, Sterlingshire, Highland Hills, Highland View, Bridlewood, Hills of El Dorado, Woodridge, Laurel Oaks e a comunidade planejada de Serrano.
O El Dorado Hills Town Center, ao sul da US 50, é um projeto de uso misto desenvolvido pela The Mansour Company. Ocupando 100 acres de terra e, ao final, um milhão de metros quadrados de edifícios, é o centro da cidade e da região.

## Geografia

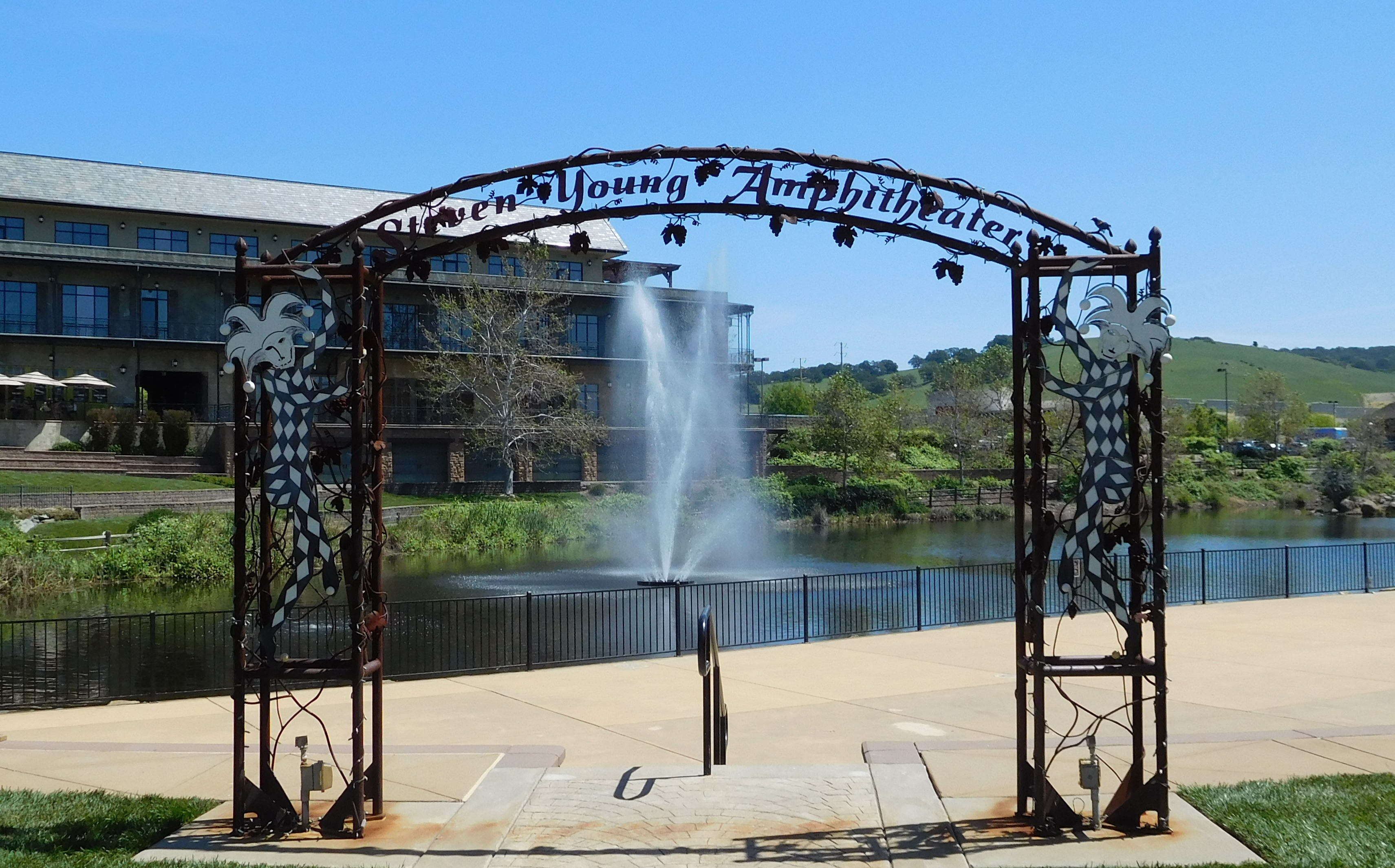
Anfiteatro Steven Young.

El Dorado Hills (EDH), conforme definido pelo local designado pelo censo de 2010 (CDP), fica na fronteira oeste do condado de El Dorado, entre a cidade de Folsom e a comunidade não incorporada de Cameron Park. Os limites ao norte do CDP são Folsom Lake e South Fork do American River, onde as vigas do rio usam Skunk Hollow e Salmon Falls como desembarques para viagem. A oeste da Latrobe Road, a borda sul do CDP segue os trilhos da ferrovia anteriormente usados pelo Pacífico Sul entre as cidades de Folsom e Placerville. A leste da Latrobe Road, a borda sul segue a topografia que corre aproximadamente de leste a oeste.
O CDP 2010 tem uma área de 48,606 milha quadradas (125,89 km2), mais que o dobro do tamanho de seus limites em 2000 CDP, que era 17,9 milha quadradas (46 km2).
O ambiente subterrâneo de El Dorado Hills é relativamente livre de água subterrânea e contaminação do solo, com base em uma análise de toda a área do potencial de contaminação por pesticidas e avaliação de tanques de armazenamento subterrâneos. (Métricas da Terra, 1989)

### Clima
De acordo com a classificação climática de Köppen, El Dorado Hills tem um clima mediterrâneo de verão quente (abreviado como Csa).
| Dados climáticos para El Dorado Hills, 1991–2020 simulated normals (682 ft elevation) | Dados climáticos para El Dorado Hills, 1991–2020 simulated normals (682 ft elevation) | Dados climáticos para El Dorado Hills, 1991–2020 simulated normals (682 ft elevation) | Dados climáticos para El Dorado Hills, 1991–2020 simulated normals (682 ft elevation) | Dados climáticos para El Dorado Hills, 1991–2020 simulated normals (682 ft elevation) | Dados climáticos para El Dorado Hills, 1991–2020 simulated normals (682 ft elevation) | Dados climáticos para El Dorado Hills, 1991–2020 simulated normals (682 ft elevation) | Dados climáticos para El Dorado Hills, 1991–2020 simulated normals (682 ft elevation) | Dados climáticos para El Dorado Hills, 1991–2020 simulated normals (682 ft elevation) | Dados climáticos para El Dorado Hills, 1991–2020 simulated normals (682 ft elevation) | Dados climáticos para El Dorado Hills, 1991–2020 simulated normals (682 ft elevation) | Dados climáticos para El Dorado Hills, 1991–2020 simulated normals (682 ft elevation) | Dados climáticos para El Dorado Hills, 1991–2020 simulated normals (682 ft elevation) | Dados climáticos para El Dorado Hills, 1991–2020 simulated normals (682 ft elevation) |
| Mês                                                                                   | Jan                                                                                   | Fev                                                                                   | Mar                                                                                   | Abr                                                                                   | Mai                                                                                   | Jun                                                                                   | Jul                                                                                   | Ago                                                                                   | Set                                                                                   | Out                                                                                   | Nov                                                                                   | Dez                                                                                   | Ano                                                                                   |
| ------------------------------------------------------------------------------------- | ------------------------------------------------------------------------------------- | ------------------------------------------------------------------------------------- | ------------------------------------------------------------------------------------- | ------------------------------------------------------------------------------------- | ------------------------------------------------------------------------------------- | ------------------------------------------------------------------------------------- | ------------------------------------------------------------------------------------- | ------------------------------------------------------------------------------------- | ------------------------------------------------------------------------------------- | ------------------------------------------------------------------------------------- | ------------------------------------------------------------------------------------- | ------------------------------------------------------------------------------------- | ------------------------------------------------------------------------------------- |
| Média alta °F (°C)                                                                    | 55.6 (13.1)                                                                           | 59.9 (15.5)                                                                           | 64.4 (18.0)                                                                           | 70 (21.1)                                                                             | 78.4 (25.8)                                                                           | 87.4 (30.8)                                                                           | 94.1 (34.5)                                                                           | 93.4 (34.1)                                                                           | 88.3 (31.3)                                                                           | 77.9 (25.5)                                                                           | 64.4 (18.0)                                                                           | 55.8 (13.2)                                                                           | 74.13 (23.41)                                                                         |
| Média diária °F (°C)                                                                  | 47.3 (8.5)                                                                            | 50.4 (10.2)                                                                           | 54 (12.2)                                                                             | 57.7 (14.3)                                                                           | 64.6 (18.1)                                                                           | 71.8 (22.1)                                                                           | 77.4 (25.2)                                                                           | 76.6 (24.8)                                                                           | 72.7 (22.6)                                                                           | 64.2 (17.9)                                                                           | 53.8 (12.1)                                                                           | 47.1 (8.4)                                                                            | 61.47 (16.37)                                                                         |
| Média baixa °F (°C)                                                                   | 39 (3.9)                                                                              | 40.8 (4.9)                                                                            | 43.3 (6.3)                                                                            | 45.7 (7.6)                                                                            | 50.7 (10.4)                                                                           | 56.1 (13.4)                                                                           | 60.6 (15.9)                                                                           | 60.1 (15.6)                                                                           | 57 (13.9)                                                                             | 50.5 (10.3)                                                                           | 43.2 (6.2)                                                                            | 38.3 (3.5)                                                                            | 48.78 (9.33)                                                                          |
| Média precipitação pol. (mm)                                                          | 4.7094 (119.62)                                                                       | 4.8575 (123.38)                                                                       | 4.1476 (105.35)                                                                       | 2.3496 (59.68)                                                                        | 1.4 (35.56)                                                                           | 0.3598 (9.14)                                                                         | 0 (0.00)                                                                              | 0.0386 (0.98)                                                                         | 0.1528 (3.88)                                                                         | 1.137 (28.88)                                                                         | 2.5772 (65.46)                                                                        | 4.7909 (121.69)                                                                       | 26.5204 (673.62)                                                                      |
| Fonte: PRISM Climate Group                                                            |                                                                                       |                                                                                       |                                                                                       |                                                                                       |                                                                                       |                                                                                       |                                                                                       |                                                                                       |                                                                                       |                                                                                       |                                                                                       |                                                                                       |                                                                                       |

## Dados demográficos

### 2020
No Censo dos Estados Unidos de 2020, El Dorado Hills tinha uma população de 50.547 habitantes, com 16.212 famílias. A composição racial de sua população total era de 39.636 (84,1%) brancos, 1.209 (2,6%) negros ou afro-americanos, 815 (1,7%) índios americanos e nativos do Alasca, 6.964 (14,8%) asiáticos, 404 (0,9%) das ilhas do Pacífico, 1.419 (3,2%) de alguma outra raça, com 3.158 (6,7%) de duas ou mais raças. 3.820 (8,1%) pessoas de qualquer raça eram hispânicas ou latinas. Embora tenha havido outras pequenas mudanças na composição racial, este censo registrou o maior aumento na proporção de pessoas identificadas como asiáticas (+ 6,3%) em comparação com o censo de 2010.

### 2010
O Censo dos Estados Unidos de 2010 informou que El Dorado Hills tinha uma população de 42.108. A densidade populacional era 866,3 habitantes por milha quadrada (334,5 /km²). A composição racial de El Dorado Hills era de 35.089 (83,3%) brancos, 615 (1,5%) afro-americanos, 196 (0,5%) nativos americanos, 3.563 (8,5%) asiáticos, 71 (0,2%) das ilhas do Pacífico, 681 (1,6%) ) de outras raças e 1.893 ( 4,5%) de duas ou mais raças. Hispânicos ou latinos de qualquer raça eram 3.802 pessoas (9,0%).
O Censo informou que 42.092 pessoas (100% da população) viviam em domicílios, 16 (0%) viviam em alojamentos coletivos não institucionalizados e 0 ( 0%) eram institucionalizados.
Havia 14.368 domicílios, dos quais 6.516 (45,4%) tinham crianças menores de 18 anos morando neles, 10.503 (73,1%) eram casais de sexo oposto vivendo juntos, 1.070 (7,4%) tinham uma chefe de família sem marido presente, 490 (3,4%) tinham um chefe de família do sexo masculino sem a presença da esposa. Houve 464 (3,2%) uniões não casadas do sexo oposto e 85 (0,6%) casais ou uniões do mesmo sexo. 1.798 domicílios (12,5%) eram compostos por pessoas físicas e 670 (4,7%) tinham alguém morando sozinho com 65 anos ou mais. O tamanho médio das famílias era de 2,93. Havia 12.063 famílias (84,0% do total de domicílios); o tamanho médio da família era de 3,20.
A população era dispersa, com 12.430 pessoas (29,5%) com idade inferior a 18 anos, 2.511 pessoas (6,0%) com idade entre 18 e 24 anos, 9.455 pessoas (22,5%) com idade entre 25 e 44 anos, 13.232 pessoas (31,4%) com idade entre 45 e 64 e 4.480 pessoas (10,6%) com 65 anos ou mais. A idade mediana foi de 40,6 anos. Para cada 100 mulheres, havia 97,5 homens. Para cada 100 mulheres com 18 anos ou mais, havia 94,7 homens.
Havia 14.994 unidades habitacionais com uma densidade média de 308,5 por milha quadrada (119,1 /km2), das quais 14.368 eram ocupadas, das quais 12.169 (84,7%) eram ocupadas pelos proprietários e 2.199 (15,3%) eram ocupadas por locatários. A taxa de vacância do proprietário foi de 1,7%; a taxa de vacância de aluguel foi de 4,1%. 35.755 pessoas (84,9% da população) residiam em domicílios de ocupação própria e 6.337 pessoas (15,0%) em domicílios de aluguer.

### 2000
No censo de 2000, havia 18.016 pessoas, 5.896 domicílios e 5.206 famílias residindo no CDP. A densidade populacional era 1,006,3 habitantes por milha quadrada (0,39 /km²). Havia 6.071 unidades habitacionais com uma densidade média de 339,1 por milha quadrada (130,9 /km2). A estimativa do SACOG para dezembro de 2003 era de 9.713 unidades habitacionais.
A avaliação da Instituto do Censo sobre a composição racial do CDP foi de 90,11% de brancos, 0,77% de negros ou afro-americanos, 0,46% de nativos americanos, 4,11% de asiáticos, 0,17% de habitantes das ilhas do Pacífico, 1,37% de outras raças e 3,01% de duas ou mais raças. 4,97% da população era hispânica ou latina  de qualquer raça.
Havia 5.896 domicílios, dos quais 50,7% tinham filhos menores de 18 anos morando com eles, 79,5% eram casados vivendo juntos, 6,5% tinham uma chefe de família sem marido presente e 11,7% não eram famílias. Do total de domicílios, 9,4% eram compostos por indivíduos e 2,7% tinham alguém morando sozinho com 65 anos ou mais. O tamanho médio da família foi de 3,06 e o tamanho médio da família foi de 3,26.
No CDP, a distribuição da população era de 33,2% com menos de 18 anos, 4,5% de 18 a 24, 29,4% de 25 a 44, 25,6% de 45 a 64 e 7,3% de 65 anos ou mais. A idade mediana foi de 38 anos. Para cada 100 mulheres, havia 99,3 homens. Para cada 100 mulheres com 18 anos ou mais, havia 96,0 homens.
De acordo com uma estimativa de 2007, a renda média de uma família no CDP era de $ 113.927, e a renda média de uma família era de $ 125.230. Os homens tiveram uma renda média de $ 75.369 contra $ 45.978 para as mulheres. A renda per capita do CDP foi de $ 40.239. 1,7% da população e 1,5%  das famílias estavam abaixo da linha da pobreza. Da população total, 1,5% dos menores de 18 anos e 2,2% dos maiores de 65 anos viviam abaixo da linha da pobreza.
El Dorado Hills está entre as comunidades de renda mais alta de sua faixa de tamanho no país , embora isso raramente seja notado por causa de seu status não incorporado. El Dorado Hills ficaria em terceiro lugar em renda familiar mediana em uma lista de lugares com população superior a 40.000, seguindo apenas Potomac, Maryland e Danville, Califórnia.
A população total dentro do Distrito de Serviços Comunitários El Dorado Hills (CSD) foi certificada como 35.276 em janeiro de 2006 pelo Departamento de Finanças do Estado da Califórnia. O Corpo de Bombeiros de El Dorado Hills relatou uma população de 42.078 em sua área de serviço no final de 2007. O distrito do Corpo de Bombeiros cobre uma área geográfica maior do que o CSD e é quase equivalente à definição do Condado de El Dorado da Região Comunitária de El Dorado Hills.

## Governo
Na Legislatura do Estado da Califórnia, El Dorado Hills está no the 1st Senate District , e the 6th Assembly District.
Na Câmara dos Representantes dos Estados Unidos, El Dorado Hills está no 5º Distrito Congressional da Califórnia representado pelo republicano Tom McClintock.
Como uma área não incorporada, o governo local de El Dorado Hills é o do Condado de El Dorado. Dois distritos supervisores incluem partes de El Dorado Hills. O Distrito 1 é representado por John Hidahl e o Distrito 2 por George Turnboo.
Vários serviços são fornecidos por outras agências locais. Estes incluem o Distrito de Serviços Comunitários de El Dorado Hills (CSD), o Distrito de Serviços Comunitários de Rolling Hills (CSD), o Distrito de Serviços Comunitários de Marble Mountain, o Distrito de Água do Condado de El Dorado Hills (corpo de bombeiros), e o Distrito de Irrigação El Dorado.

## Pessoas notáveis
- Cimorelli – Grupo de canto do YouTube formado por seis irmãs; nasceu em El Dorado Hills, mas agora vive em Nashville, Tennessee.
- Austin Collie – wide receiver da NFL, Indianapolis Colts, Brigham Young University
- Ryan Anderson – atacante da NBA, Houston Rockets, UC Berkeley
- Seyi Ajirotutu – wide receiver da NFL – San Diego Chargers
- Derrek Lee - primeira base, Atlanta Braves
- FP Santangelo - um ex-jogador de beisebol profissional americano (1995–2001) que jogou no Montreal Expos, San Francisco Giants, Los Angeles Dodgers e Oakland Athletics.
- Rick Schu - um ex-jogador de beisebol profissional americano e atual treinador assistente de rebatidas do San Francisco Giants.
- Joe Angel - locutor esportivo aposentado
- Jacoby Shaddix - vocalista, Papa Roach
- Cheri Elliott - ciclista campeã, incluindo duas medalhas de ouro nos X-Games, Hall da Fama do Ciclismo dos Estados Unidos e Hall da Fama do BMX Nacional.
- Ian Book - quarterback do time de futebol irlandês Notre Dame Fighting. Graduado da Oak Ridge High School. Liderou a NCAA na porcentagem de conclusão do quarterback (74,8%) na temporada 2018-2019. Elaborado pelo New Orleans Saints na 4ª rodada, 133ª no geral, do draft de 2021 da NFL.
- Joanne Witt - vítima de assassinato, esfaqueada até a morte em 11 de junho de 2009, por sua filha adolescente e namorado de sua filha